# Hamad bin Jassim bin Jaber Al Thani
Hamad bin Jassim bin Jaber Al Thani (in arabo حمد بن جاسم بن جبر آل ثاني; Doha, 30 agosto 1959) è un politico qatariota.

## Biografia
Dal gennaio 1992 al giugno 2013 è stato Ministro degli affari esteri del Qatar.
Dall'aprile 2007 al giugno 2013 è stato Primo ministro del Qatar.